# Leslie Ming
Leslie Ming (født 28. oktober 1983) Cand.mag. i Musikvidenskab med tilvalg i Film- og Medievidenskab (2016), komponist, sangskriver, musiksupervisor. 
Komponist på TV2 Echo serien "Dark Horse", produceret af Monolit Film.
Komponist på "A Study of Empathy", instrueret af Hilke Rönnfeldt (Vinder af Best Short Film på Lorcano  film festival og nomineret til Best Score på International festival for Music & Cinema Marseille (MCM).

## Musiksupervisor
- Triangle of Sadness (Plattform Produktion, 2022)
- Dag & Nat (Malene Blenkov, 2022)
- Druk (Zentropa, 2020)
- Ser du månen, Daniel (Toolbox Film, 2019)
- Psykosia (Beo Starling, 2019)
- Kriger (TV2-serie, 2018)
- Journal 64 (Zentropa, 2018)
- The House That Jack Built (Zentropa, 2018)
- Liberty (DR-serie, 2018
- Joe Tech (TV-serie, 2017)

Udgav i 2015 EP'en "Everything Ends" som Devon Seven. Optrådte i Paul de Homem-Christo's band Ryskee på "Leave me amor". Var forsanger i bandet Dark Room med eks-D-A-D trommeslageren Peter Lundholm (2006). Har været DJ under navnet "Clueleslie".

## Eksterne links
1. ↑  Leslie Ming på imdb.com
2. ↑  Devon Seven - Where Light Shines Brighter på youtube.com hentet 18. januar 2024
3. ↑  The Bloody Beetroots - Leave me amor på youtube.com hentet 18. januar 2024